# Tour de Bretagne féminin
Pour les articles homonymes, voir Tour de Bretagne.
Le Tour de Bretagne féminin est une course cycliste féminine par étapes disputée en France. Créé en 1987, il fait partie du calendrier de l'Union cycliste internationale en catégorie 2.2. La course s'appelle le Tour du Finistère de 1987 à 1996. Après une mise en sommeil en 2017 et 2018, le tour fait son retour en 2019, au début du mois de juin.
En 2020, la course devient le Bretagne Ladies Tour et passe en catégorie 2.1. Initialement prévue en juin, elle est d'abord reportée en octobre, et finalement annulée sur décision préfectorale en raison de la pandémie de Covid-19. L'édition 2025 est annulée pour des raisons financières.

## Palmarès
| Année                      | Vainqueur               | Deuxième               | Troisième               |                  |
| -------------------------- | ----------------------- | ---------------------- | ----------------------- | ---------------- |
| Tour du Finistère féminin  |                         |                        |                         |                  |
| 1987                       | Cécile Odin             | Françoise Leprod'homme | Agnes Loohuis-Damveld   |                  |
| 1988                       | Catherine Marsal        | Cécile Odin            | Heidi Iratcabal         |                  |
| 1989                       | Catherine Marsal        | Denise Kelly           | Valérie Simonnet        |                  |
| 1990 Course annulée        |                         |                        |                         |                  |
| 1991                       | Daiva Čepelienė         | Natacha Olhevskaia     | Isabelle Nicoloso       |                  |
| 1992                       | Hanka Kupfernagel       | Luzia Zberg            | Marion Clignet          |                  |
| 1993                       | Jeannie Longo           | Marion Clignet         | Olga Sokolowa           |                  |
| 1994                       | Swetlana Bubnenkowa     | Catherine Marsal       | Diana Žiliūtė           |                  |
| 1995                       | Jeannie Longo           | Walentina Polchanowa   | Marina Prudnikova       |                  |
| 1996                       | Marion Clignet          | Judith Arndt           | Zulfiya Zabirova        |                  |
| Tour de Bretagne féminin   |                         |                        |                         |                  |
| 1997                       | Hanka Kupfernagel       | Rasa Polikevičiūtė     | Yvonne McGregor         |                  |
| 1998                       | Hanka Kupfernagel       | Kathy Watt             | Yvonne McGregor         |                  |
| 1999                       | Judith Arndt            | Gunn-Rita Dahle Flesjå | Anne Samplonius         |                  |
| 2000                       | Monica Valvik-Valen     | Ingunn Bollerud        | Jorunn Kvalø            |                  |
| 2001                       | Judith Arndt            | Arenda Grimberg        | Solrun Flatås           |                  |
| 2002 Course annulée        |                         |                        |                         |                  |
| 2003                       | Edwige Pitel            | Magali Le Floc'h       | Kirsty Nicole Robb      |                  |
| 2004                       | Magalie Finot-Laivier   | Daniela Fusar Poli     | Sandrine Marcuz-Moreau  |                  |
| 2005                       | Marina Jaunâtre         | Magali Le Floc'h       | Edwige Pitel            |                  |
| 2006                       | Marina Jaunâtre         | Andrea Bosman          | Alexandra Le Hénaff     |                  |
| 2007                       | Marina Jaunâtre         | Karine Gautard-Roussel | Toni Bradshaw           |                  |
| 2008                       | Emma Pooley             | Joanne Kiesanowski     | Lauren Franges          |                  |
| 2009                       | Liesbet De Vocht        | Marianne Vos           | Alexandra Burtschenkowa |                  |
| 2010 Course annulée        |                         |                        |                         |                  |
| 2011                       | Alexandra Burtschenkowa | Karol-Ann Canuel       | Rhae-Christie Shaw      |                  |
| 2012                       | Anna van der Breggen    | Sofie De Vuyst         | Aude Biannic            |                  |
| 2013                       | Audrey Cordon           | Thalita de Jong        | Svetlana Boubnenkova    |                  |
| 2014                       | Elisa Longo Borghini    | Audrey Cordon          | Doris Schweizer         |                  |
| 2015                       | Ilaria Sanguineti       | Christine Majerus      | Tatiana Antoshina       |                  |
| 2016                       | Arlenis Sierra          | Ann-Sophie Duyck       | Claire Rose             |                  |
| 2017-2018 Courses annulées |                         |                        |                         |                  |
| 2019                       | Audrey Cordon-Ragot     | Kirsten Wild           | Juliette Labous         |                  |
| 2020                       | annulé/abandonné        | annulé/abandonné       | annulé/abandonné        | annulé/abandonné |
| 2021                       | annulé/abandonné        | annulé/abandonné       | annulé/abandonné        | annulé/abandonné |
| 2022                       | Vittoria Guazzini       | Cédrine Kerbaol        | Ally Wollaston          |                  |
| 2023                       | Grace Brown             | Coralie Demay          | Alessia Vigilia         |                  |
| 2024                       | Grace Brown             | Alessia Vigilia        | Amber Kraak             |                  |